# Воздушный бой

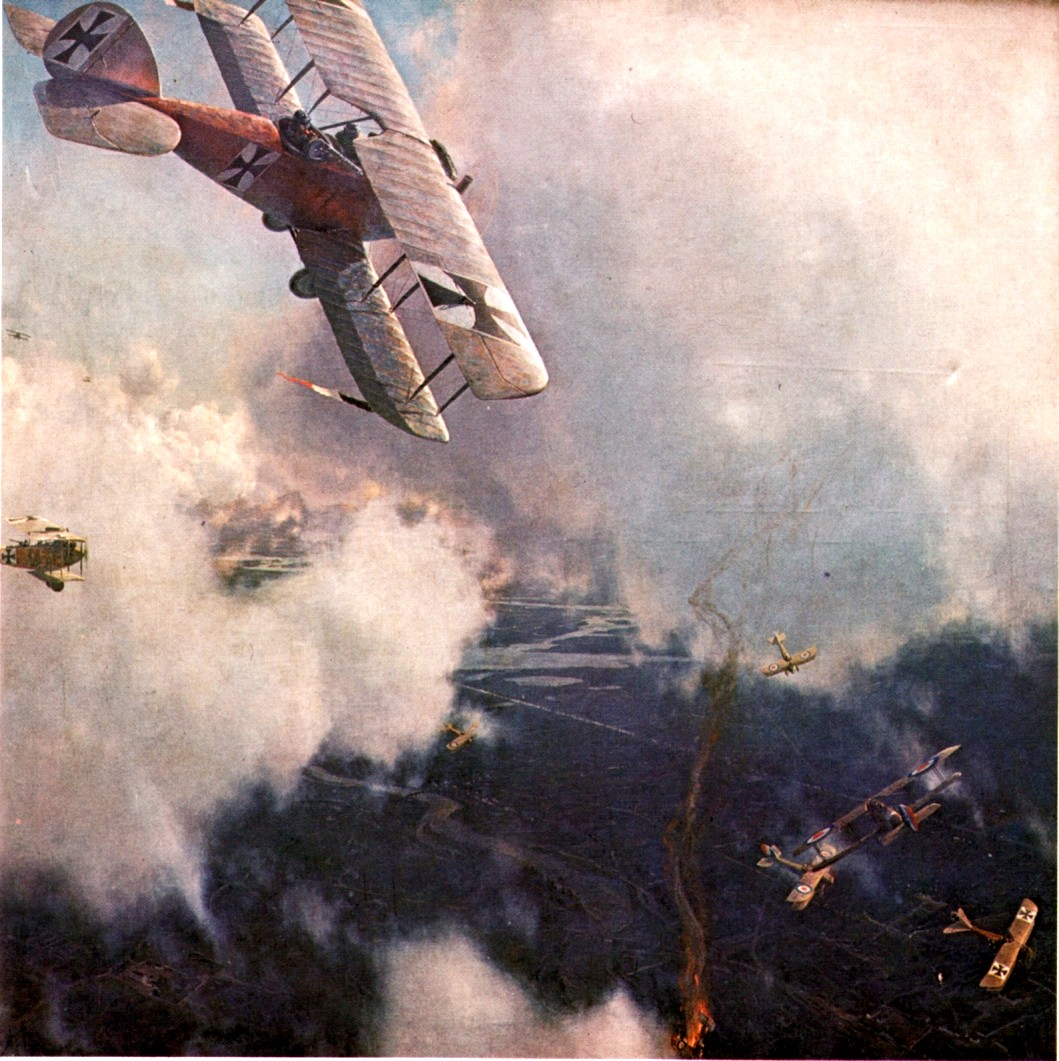
Воздушный бой

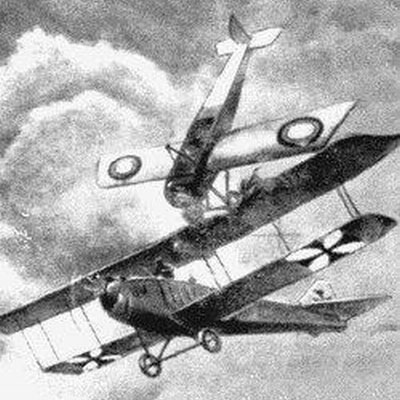
Таран Петра Нестерова во время воздушного боя.

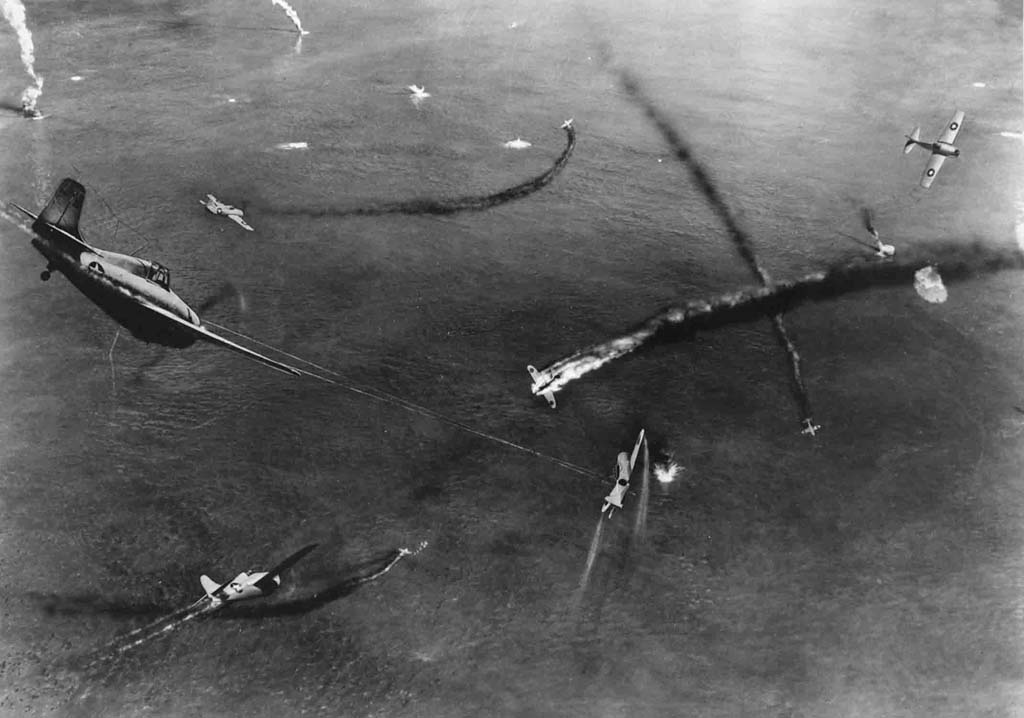
Диорама, изображающая бой над авианосцем Йорктаун в ходе битвы за Мидуэй

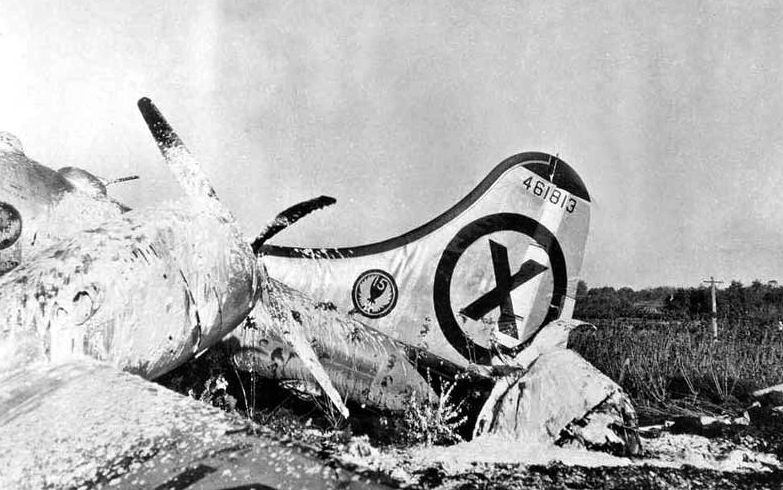
Обломки B-29, сбитого 9 ноября 1950 года советскими МиГ-15.

Воздушный бой — вооружённое противостояние (бой) лётчиков (самолётов (экипажей)), авиационных подразделений и частей в воздухе с целью уничтожения сил противника и отражения его атак, а также выполнение любых других действий в соответствии с приказами командования, с возможным присутствием фигур высшего пилотажа.
Часто под термином воздушного боя можно понять действия воздушных сил против беспилотников (БПЛА, дронов).

## Виды воздушного боя
Современный воздушный бой бывает наступательным и оборонительным и подразделяется на три вида:
- ближний манёвренный воздушный бой (БВБ)
- воздушный бой на средних дистанциях (СВБ)
- дальний воздушный бой (ДВБ)

Для каждого вида воздушного боя характерен свой вид применяемого оружия:
- для БВБ — пушки (на старых самолетах могут иметься пулеметы малого, т. н. «винтовочного» (например Максим или Викерс) и крупного калибра(УБС))и ракеты с тепловыми головками самонаведения (ТГСН), снаряды с радиовзрывателями, неуправляемые ракеты, средства радиоэлектронной борьбы
- для СВБ — ракеты средней дальности системы Воздух-Воздух,
- для ДВБ — ракеты большой дальности Воздух-Воздух

Для правильного ведения воздушного боя необходимо занять тактически выгодное положение (ТВП).

## Ближний воздушный бой
Ближний воздушный бой (бой на виражах, собачья схватка — калька с англ. dogfight) — появившийся ещё в ходе Первой мировой войны тип воздушного боя, несмотря на то, что задолго до Первой мировой летательные аппараты, например такие как воздушные шары, применялись военными. Боевые действия велись на малых дистанциях, когда каждая сторона знает о присутствии другой. Тогда истребители, как единственный на время первой мировой войны вид самолетов, не имели обширного арсенала боевых систем у себя на борту, зачастую вооружение самолета-истребителя составлял один или несколько пулеметов пистолетного калибра, на некоторых машинах весь арсенал вооружения составляло личное оружие пилота. Малоимпульсные патроны пулеметов не могли обеспечить пробития достаточно бронированных целей и кучность стрельбы из-за естественного качания, ветра и большой скорости оставляли желать лучшего. Летчики были вынуждены использовать приемы из высшего пилотажа для того чтобы занимать наиболее удобные высоты и вести манёвренный бой с противником. Этот новый тип сражений в воздухе был назван «догфайтингом». Истребители, созданные именно для этого типа атак, иногда называли «догфайтерами». Опыт полученный командованием всех стран-участниц Первой мировой формировал концепцию многоцелевых истребителей, которые должны были развивать достаточную скорость, иметь на борту курсовое вооружение, нести бомбовую нагрузку. Однако опыт полученный во время войн в Испании, Китае, Восточной Европе показал, что такая концепция устарела и в дальнейшем армиями мира и в наше время используется концепция дифференциации(разделения) авиационного флота.
В современном воздушном бою применяется оружие дальнего радиуса действия, которое может быть использовано против мнимого противника задолго до входа в зону ведения ближнего воздушного боя. Применение новых видов вооружения, в частности, ракет класса «воздух-воздух» с большой дальностью поражения и достаточной точностью и новыми средствами обнаружения (бортовыми РЛС) позволяет обнаруживать и поражать противника в значительном отдалении от себя, что значительно уменьшает вероятность перехода воздушной схватки к ближнему бою
Ближний воздушный бой в настоящее время стал редким явлением, но, тем не менее, все современные истребители имеют пушечное вооружение для возможных боевых столкновений. Встроенную пушечную установку имеют многие истребители, за исключением F-35 вариантов B и С, у которых пушка вынесена в специальный подвесной контейнер.
Современный ближний воздушный бой называется «воздушным маневрированием» (англ. Air Combat Maneuvering), что означает атаку или уклонение от одного или нескольких противников.

## Тактика
Некоторые тактические приёмы:
- заход со стороны солнца[1]
- лобовая атака
- атака с пикирования
- «свободная охота»
- «Ударил-убежал»

Мог использоваться строй самолётов когда стрелки соседних машин взаимодействовали друг с другом.
в ВВС РККА
ВВС Советской России качественно во многом уступали воздушным силам Оси к началу Отечественной войны, Скорость и вооружение советских истребителей начала ВоВ значительно уступала немецким и итальянским. Основой воздушного флота были достаточно массовые, но устаревшие модели И-15, И-15бис, И-16 («Ишак»), И-153 («Чайка»). Как не трудно понять зачастую в воздухе находились бипланы, они отлично показывали себя в ближнем бою из-за хорошей манёвренности, а первые советские монопланы, И-16 и ЛаГГ-3 значительно уступали Мессершмидтам, Фокевульфам, Юнкерсам и Капрони. Советская авиационная школа получала боевой опыт в Гражданкой войне в Испании, пограничных конфликтах с Японией на Халкин-голе и озере Хасан, войне с Финляндией. К началу Второй мировой войны основной боевой тактической единицей являлась «тройка» (звено) самолётов. В результате анализа и обобщения опыта боёв в Кубанском авиасражении (лето 1943-го) назрел вывод о необходимости изменения тактики ведения воздушного боя и применения новых боевых порядков. Было предложено отказаться от групповой тактики и перейти к действиям парами

Письмо [А. В. Бормана] мы размножили и разослали в истребительные авиационные дивизии. Оно обсуждалось со всеми командирами полков и эскадрилий. На основе поступивших от них предложений был издан приказ. Полки получили конкретные указания: в боевой работе истребителей широко использовать свободные полёты; основой боевого порядка считать свободно маневрирующие пары…— из воспоминаний К. А. Вершинина
Был принят на вооружение предложенный А. И. Покрышкиным новый тактический приём — маятниковое патрулирование; применялась так называемая кубанская этажерка.
Также А. И. Покрышкин предложил знаменитую формулу воздушного боя «Высота, Скорость, Манёвр, Огонь». Он является автором ряда манёвров и приёмов ведения воздушного боя, которые затем были приняты в ВВС СССР. Например, манёвр уклонения и ухода от атаки противника «неправильная восходящая бочка». Данный манёвр был подмечен Покрышкиным при неправильном и грязном исполнении фигур высшего пилотажа парой самолётов, а затем взят на вооружение. Суть его состоит в следующем: если восходящая бочка выполняется первым самолётом в паре на малых оборотах двигателя, то в результате он оказывается под вторым самолётом в наивыгоднейшей позиции для атаки.
Важным элементом тактики «этажерка» была новая система целеуказания, предложенная А. И. Покрышкиным. Горизонт в этой системе на 360 градусов вокруг самолёта представлялся как циферблат часов, с цифрой 12 в носу самолёта. Часы указывали направление. Высота указывалась в градусах вверх или вниз от линии горизонта.
Новая тактика хорошо оправдывала себя, особенно в условиях численного превосходства авиации противника.
в Люфтваффе
у Союзников
- «манёвр Тейта» (также «волна Тейта»)[6] (впервые применён Дж. Тейтом[уточнить] в битве за Мидуэй)

## Стратегия
Вооружённые силы разных стран, как правило, стараются не оглашать свои стратегические замыслы, однако о них можно сделать косвенные выводы, основываясь на характеристиках их боевой техники.
США
При разработке основного истребителя F-22 были приняты следующие решения:
- Двигатель был разработан специально для сокрытия реактивной струи; при этом пришлось отказаться от изменения вектора тяги во всех плоскостях.
- Было сокращено число АФАР на крыльях истребителя для достижения большей скрытности; однако это повлияло на дальность обнаружения цели.
- Все проекты США по созданию ракет класса «воздух-воздух» дальнего и сверхдальнего радиуса действия были свёрнуты, и стали разрабатываться только ракеты, способные поместиться во внутренних отсеках истребителей для большей скрытности — это ракеты в основном средней и малой дальности.

Можно предположить, что стратегия США заключается в незаметном подходе (с отключенной бортовой РЛС, по данным самолета ДРЛО) и уничтожение цели с близкого расстояния, так как вероятность уничтожения цели с близкого расстояния выше, чем вероятность поражения цели с дальних дистанций. А после уничтожения цели истребитель незаметно покидает место боевых действий.
Россия
Россия, вероятно, напротив стремится обнаружить и уничтожить цели противника с дальнего и при возможности безопасного для истребителей расстояния.
- При проектировании ПАК ФА очень много внимания уделялось авионике причем иногда в ущерб скрытности истребителя, но при этом увеличивалась дальность обнаружения противника.
- Разработка ракет КС-172, которые не способны поместиться во внутренних отсеках истребителя, что делает истребитель более заметным. Но в то же время ракеты обладают непревзойдённой дальностью (до 400 км), дальность поражения этой ракеты в несколько раз превосходит дальность ракет, используемых на F-22 и F-35.
- При этом наличие всеракурсного управления вектором тяги и многолетнее оттачивание управляемости на запредельных режимах на самолетах поколений 4+, 4++, 4+++ позволяют предположить, что тот же ПАК ФА спроектирован также и для классического ближнего боя с манёврами и использованием пушечного вооружения как основного оружия.

Все эти стратегии лишь предполагаемые, в них очень много показателей, таких как тренировочные бои, не учитывались, и возможны серьёзные недочёты.